# Lauren Perdue
Lauren Perdue (Charlottesville, 25 juni 1991) is een Amerikaanse voormalige zwemster. Ze vertegenwoordigde haar vaderland op de Olympische Zomerspelen 2012 in Londen.

## Carrière
Tijdens de US Olympic trials 2012 in Omaha eindigde Perdue als vierde op de 200 meter vrije slag en kwalificeerde zich door deze prestatie voor de Olympische Zomerspelen van 2012 in Londen als lid van de estafetteploeg op de 4x200 meter vrije slag. In Londen zwom ze samen met Shannon Vreeland, Alyssa Anderson en Dana Vollmer in de series van de 4x200 meter vrije slag, in de finale veroverden Vreeland en Vollmer samen met Missy Franklin en Allison Schmitt de gouden medaille. Voor haar inspanningen in de series werd Perdue beloond met de gouden medaille.

## Internationale toernooien
| Jaar | Olympische Spelen                               | WK langebaan | WK kortebaan  | PanPacs |
| ---- | ----------------------------------------------- | ------------ | ------------- | ------- |
| 2012 | 4x200m vrije slag · Perdue zwom enkel de series |              | geen deelname |         |

## Persoonlijke records

### Langebaan
| Afstand         | Tijd    | Datum            | Plaats      |
| --------------- | ------- | ---------------- | ----------- |
| 50m vrije slag  | 25,64   | 14 augustus 2009 | Federal Way |
| 100m vrije slag | 55,49   | 6 augustus 2011  | Stanford    |
| 200m vrije slag | 1.57,75 | 28 juni 2012     | Omaha       |